# جينيفيف كورتيز
جينيفيف باداليكي (كورتيز)  (من مواليد 8 يناير 1981) هي ممثلة أمريكية. ظهرت في المسلسل التلفزيوني Wildfire في دور كريس فوريللو وكان لها دور متكرر في Supernatural هو الشيطان روبي .  

## الحياة والوظيفة
ولدت كورتيز في سان فرانسيسكو ، كاليفورنيا . لديها شقيقان، جوني وبن، وأخت وحيدة سارة. في سن 13، انتقلت إلى مونتانا ، ثم إلى صن فالي ، أيداهو . وهي حاصلة على درجة البكالوريوس في اللغة الإنجليزية و لمنتدى بواو الاسيوى شهادة في الدراما من كلية تيش للفنون ، جامعة نيويورك . 

## فيلموغرافيا

### الأفلام
| عام  | عنوان                       | وظيفة      | ملاحظات                           |
| ---- | --------------------------- | ---------- | --------------------------------- |
| 2004 | وادي الموت                  | العنبر     |                                   |
| 2005 | الاولاد في أمريكا           | اشلي هاريس |                                   |
| 2005 | تفكك                        |            | فيديو قصير تُنسب إلى جينيفر كورتيز |
| 2006 | أفكار رائعة لبيكفورد شميكلر | فتاة توجا  | تم اعتمادها باسم جينيفر كورتيز    |
| 2006 | الحياة قصيرة                | اشلي       | فيلم قصير                         |
| 2007 | المكسرات المملحة            | جين        | تم اعتمادها باسم جينيفر كورتيز    |
| 2012 | مكروه                       | فيرونيكا   |                                   |

### المسلسلات
| عام                     | عنوان           | وظيفة                  | ملاحظات                                                                        |
| ----------------------- | --------------- | ---------------------- | ------------------------------------------------------------------------------ |
| 2005                    | The Dead Zone   | كلوي جريج / لورا تيرني | الحلقة: " لا تزال الحياة " ؛ تُنسب إلى جينيفر كورتيز                            |
| 2005-2008               | الهشيم          | كريس فوريللو           | دور قيادي (51 حلقة)                                                            |
| 2008-2009 ؛ 2011 ، 2020 | خارق للعادة     | روبي ونفسها            | الدور المتكرر (12 حلقة) والحلقة: " الخطأ الفرنسي " ؛ يُنسب إلى جينيفيف باداليكي |
| 2009-2010               | فلاش إلى الأمام | تريسي ستارك            | الدور المتكرر (10 حلقات)                                                       |
| 2021                    | ووكر            | إميلي ووكر             | مسلسلات تلفزيونية قادمة                                                        |

## روابط خارجية
- جينيفيف كورتيز في قاعدة بيانات الأفلام على الإنترنت